# San Agustín Sur
San Agustín Sur ist eine Ortschaft im Departamento Tarija im südamerikanischen Andenstaat Bolivien.

## Lage im Nahraum
San Agustín Sur ist zentraler Ort des Kanton San Agustín im Municipio Tarija in der Provinz Cercado. Die Ortschaft liegt am linken, östlichen Ufer des Río San Agustín, der flussabwärts in den Río Santa Ana mündet, einen Nebenfluss des Río Nuevo Guadalquivir.

## Geographie
San Agustín Sur liegt günstig zwischen den verschiedenen Klimazonen des Landes am Rande der Anden, so dass in der Region meist mildes und angenehmes Wetter herrscht (siehe Klimadiagramm Tarija). In der Regenzeit zwischen Dezember und Februar (Sommermonate) kommt es häufig zu wolkenbruchartigen Gewittern. Der Rest des Jahres ist ausgesprochen niederschlagsarm.
Durch die jahrhundertelange Rodung ist die Landschaft erodiert und die Region um Tarija von kahlen Bergketten umrahmt. Früher einmal war das Gebiet um Tarija die Getreidekammer Boliviens. Heute besteht der Reichtum der Region neben der Landwirtschaft im Erdgas.

## Verkehrsnetz
San Agustín Sur liegt in einer Entfernung von einunddreißig Straßenkilometern südöstlich von Tarija, der Hauptstadt des Departamentos.
Durch Tarija verläuft in Nord-Süd-Richtung die Nationalstraße Ruta 1, die vom Titicacasee an der Grenze zu Peru über El Alto, Oruro und Potosí nach Tarija führt, und von dort weiter nach Bermejo an der Grenze zu Argentinien.
Acht Kilometer südöstlich des Stadtzentrums von Tarija zweigt die Ruta 11 in östlicher Richtung von der Ruta 1 ab, und nach dreizehn Kilometern zweigt eine Nebenstraße in nördlicher Richtung nach Yesera Norte ab, kurz vor der Überquerung des Río Santa Ana. Nach knapp vier weiteren Kilometern auf der Ruta 11 in östlicher Richtung zweigt eine unbefestigte Landstraße nach Süden hin ab, die nach sechs Kilometern San Agustín Sur erreicht.

## Bevölkerung
Die Einwohnerzahl der Ortschaft ist im vergangenen Jahrzehnt deutlich zurückgegangen:
| Jahr | Einwohner         | Quelle       |
| ---- | ----------------- | ------------ |
| 1992 | keine Detaildaten | Volkszählung |
| 2001 | 272               | Volkszählung |
| 2012 | 181               | Volkszählung |
| 2024 |                   | Volkszählung |